# Konoe Kanetsugu
Konoe Kanetsugu (近衛 兼嗣?   1360 - 1388) fue un kugyō (cortesano japonés de alta categoría) que vivió a finales de la era Nanbokucho, perteneciente a la Corte del Norte. Fue miembro de la familia Konoe (derivada del clan Fujiwara) e hijo de Konoe Michitsugu.
Ingresó a la corte imperial en 1367 con el grado shōgoi inferior, ascendido poco después a jushii inferior. En 1368 fue ascendido a shōshii inferior y luego a jusanmi. En 1369 fue ascendido al rango shōsanmi y nombrado como gonchūnagon. En 1371 fue ascendido al rango junii y nombrado gondainagon. Hacia 1373 fue ascendido al rango shōnii y en 1375 fue asignado como naidaijin.
En 1378 fue asignado como udaijin y en 1379 fue ascendido al rango juichii. En 1388 fue nombrado sesshō (regente) del Emperador Go-Komatsu, pretendiente de la Corte del Norte. También fue nombrado líder del clan Fujiwara, no obstante murió en ese mismo año.
Tuvo como hijo al regente Konoe Tadatsugu.